# L'universo di Mia
L'universo di Mia è una raccolta di Mia Martini, pubblicata nel 2003 dalla Venus. È stata ristampata l'anno successivo con copertina differente e il titolo Davvero di più.

## Tracce
1. Almeno tu nell'universo
2. Gli uomini non cambiano
3. Amori
4. La mia razza
5. Lacrime
6. Agapimu
7. Notturno
8. Il fiume dei profumi
9. Donna
10. La sola verità
11. Io e la musica
12. Il mio oriente
13. La nevicata del '56
14. Cercando il sole